# Брікстон (станція)
51°27′46″ пн. ш. 0°06′48″ зх. д. / 51.4629° пн. ш. 0.1132° зх. д.
Брікстон (англ. Brixton) — станція на Chatham Main Line франшизи Southeastern, розташована за 5.1 км від Лондон-Вікторія у районі Брікстон, Лондон, Велика Британія, у 2-й тарифній зоні. В 2017 році пасажирообіг станції — 1.338 осіб
- 1862: відкриття станції у складі London, Chatham and Dover Railway (LC&DR), як Брікстон-енд-Саут — Стоквелл.

Конструкція станції: наземна відкрита з двома береговими платформами на дузі.

## Пересадки
- автобуси London Buses маршрутів: 45, 59, 109, 118, 133, 159, 196, 250, 322, 333, 345,, 355, 415, 432, 689, 690, P4, P5 та нічні маршрути N2, N3, N35, N109, N133.
- У кроковій досяжності знаходиться метростанція Брікстон.